# Manlio Cerroni
Manlio Cerroni (Pisoniano, 18 novembre 1926) è un imprenditore italiano attivo nel settore della gestione dei rifiuti.
È stato spesso definito come Er Monnezza, L'ottavo re di Roma o Il Supremo ma anche con vari altri epiteti volti a rimarcare la sua predominanza nella gestione dei rifiuti di Roma e di parte della sua area metropolitana a partire dal 1975; in realtà le attività delle sue aziende si sono espanse anche ben oltre i confini europei arrivando in Australia e Canada. È considerato il "patron" della discarica di Malagrotta, la più grande d'Europa fino alla sua chiusura nel 2013.

## Biografia
Nacque a Pisoniano, in provincia di Roma, in una modesta famiglia di braccianti con cinque figli in totale. Per pagarsi gli studi iniziò a lavorare all'età di 19 anni come cernitore per la Società Agricola Trasporto Utilizzazione Rifiuti (SATUR), una delle quattro società che dal 1944 si occupavano di trasportare e smaltire i rifiuti della Capitale. A 22 anni si laureò in giurisprudenza iscrivendosi poi cinque anni dopo all'albo dei procuratori di Roma e dopo altri cinque anni all'albo degli avvocati.
Nei primi anni '50 fu eletto per due mandati sindaco di Pisoniano, carica che tornerà a ricoprire anche negli anni '80, nelle quote della Democrazia Cristiana.
Nel 1959 iniziò la sua scalata nel settore della gestione dei rifiuti in vista delle Olimpiadi del 1960, partecipando ad un congresso sul tema nei Paesi Bassi; nello stesso anno brevettò un procedimento per il trattamento preventivo di utilizzazione dei rifiuti urbani e domestici. La svolta arrivò quando nel 1960 vinse una quota dell'appalto bandito dal comune per la raccolta dei rifiuti di Roma, spartita in quattro quadranti; ad aggiudicarsi l'appalto furono: la Società Agricola Recupero Residui (SARR), la SORAIN, la Alberto Cecchini & C. e la Società Laziale Imprese e Appalti (SLIA) per una durata complessiva di circa 12 anni. Nel corso di questi anni Cerroni attirò a sé tutte le concorrenti divenendo dominus incontrastato del settore anche grazie all'aiuto dell'allora presidente socialista della Regione Lazio Bruno Landi, inizialmente "suo nemico" per ragioni politiche ma poi divenuto suo stretto collaboratore.
Il primo impianto di trattamento dei rifiuti a Roma lo realizzò con la SARR a Ponte Malnome, nella periferia occidentale della Capitale, nel 1964; questo era capace di trattare fino a 600 tonnellate di rifiuti e fu al centro del documentario Vanno, si trasformano e tornano, diretto da Leandro Castellani e commissionato dallo stesso Cerroni. Seguì nel 1967 l'impianto di Rocca Cencia, realizzato dalla Sorain Cecchini nella periferia orientale, e nel 1975 la discarica di Malagrotta, inaugurata per smaltire i rifiuti del Centro carni sempre nella periferia occidentale di Roma.
Nel 2003 ha lanciato l'emittente Romauno, ispirandosi alla rete statunitense NY1, come canale televisivo interamente dedicato alla Capitale. La rete è stata poi venduta nel 2015 all'imprenditore Fabrizio Coscione ed è stata spenta nel 2016 in seguito al fallimento della società editrice.

## Controversie

### Inchiesta sulla gestione dei rifiuti del Lazio
Nel 2014 è stato posto agli arresti insieme ad altri sette indagati, tra cui l'ex presidente della Regione Lazio Bruno Landi, nell'ambito di un'inchiesta sulla gestione dei rifiuti del Lazio per truffa e associazione per delinquere finalizzata al traffico di rifiuti. Le indagini sono state condotte dai Carabinieri del Nucleo operativo ecologico sotto la direzione del colonnello Sergio De Caprio e hanno riguardato: la gestione dell'impianto di Albano Laziale e la realizzazione presso lo stesso di un termovalorizzatore, la realizzazione di un invaso a Monti dell'Ortaccio (nei pressi di Malagrotta) e le tariffe per lo smaltimento rifiuti nei comuni di Anzio e Nettuno.
Secondo l'accusa le imprese riconducibili a Cerroni (E.Giovi e COLARI) avrebbero "simulato l'esistenza di titoli autorizzativi di fatto inesistenti" e avrebbero "operato un'alterazione delle fotografie allegate alla richiesta (di autorizzazione per la realizzazione della discarica a Monti dell'Ortaccio) cancellando l'esistenza del laghetto al fine di non far risaltare il danno idrogeologico cagionato". Il "sistema Cerroni" avrebbe inoltre creato artificiosamente la costante emergenza rifiuti dell'impianto di Malagrotta conteggiando tra le cubature di rifiuti trattati anche ciò che non era effettivamente definibile come rifiuto (come il combustibile derivato) al fine di spingere le amministrazioni pubbliche alla ricerca di nuovi siti.
Cerroni si è difeso dalle accuse sostenendo di non aver mai violato la legge e di considerarsi un "oracolo" in materia di rifiuti nonché "salvatore della patria". Il processo è iniziato nel mese di giugno e ha visto la completa assoluzione di tutti gli imputati, anche se per alcuni capi d'imputazione è intervenuta la prescrizione. Sulla motivazione dell'assoluzione i giudici hanno sottolineato come Cerroni fosse "l'unico" in grado di risolvere l'endemica emergenza dei rifiuti di Roma e del Lazio.

### Realizzazione dell'impianto di TMB di Guidonia Montecelio
Nel 2014 è finito sotto processo con l'accusa di aver realizzato l'impianto di trattamento meccanico-biologico di Guidonia Montecelio, sequestrato nell'ambito dell'inchiesta, su un'area sottoposta a vincolo paesaggistico. Nel 2020 è stato tuttavia assolto poiché il fatto non costituiva reato.

### Gestione della discarica di Malagrotta
Nel 2015 è risultato indagato per avvelenamento delle acque e disastro ambientale in merito alla gestione della discarica di Malagrotta insieme al suo stretto collaboratore Francesco Rando; a provare la relazione tra la discarica e l'inquinamento della falda sottostante è stata una perizia del Politecnico di Torino svolta nell'ambito di un conflitto tra l'associazione di consumatori Codici e il consorzio COLARI. Il processo a Cerroni e Rando, dopo un iniziale rinvio, è iniziato nel febbraio 2017.
Sempre in relazione alla gestione della principale discarica romana Cerroni è risultato tra gli indagati di un'inchiesta partita nel 2012 sulle morti sospette di quattro abitanti dell'area compresa tra Malagrotta e Ponte Galeria.
Nel 2022 è stato rinviato a giudizio con altri sei imputati con le accuse di traffico illecito dei rifiuti e attività di gestione dei rifiuti non organizzata. Secondo la Procura l'accumulo del percolato e la sua mancata estrazione nel corso degli anni sono stati la causa dell'inquinamento delle falde acquifere sottostanti.

### Processo Romauno
Cerroni è stato accusato nel 2019 di bancarotta fraudolenta nell'ambito del processo sul fallimento dell'emittente Romauno.

## Vita privata
È sposato e ha due figlie, Donatella e Monica, che hanno entrambe seguito le orme del padre in diverse società del gruppo.